# Nenga pumila
Nenga pumila là loài thực vật có hoa thuộc họ Arecaceae. Loài này được (Blume) H.Wendl. mô tả khoa học đầu tiên năm 1878.